# Raffaele Farina
Raffaele Farina SDB (Buonalbergo, 24 september 1933) is een Italiaans geestelijke en een kardinaal van de Rooms-Katholieke Kerk.
Farina trad op zestienjarige leeftijd toe tot de Salesianen van Don Bosco. Hij deed zijn eerste gelofte op 25 september 1949 en legde zijn eeuwige geloften af op 25 september 1954. Vervolgens studeerde hij theologie aan de Pauselijke Salesiaanse Universiteit in Turijn waar hij in 1958 afstudeerde.
Op 1 juli 1958 werd Farina priester gewijd. Hij studeerde vervolgens kerkgeschiedenis aan de Pauselijke Gregoriaanse Universiteit in Rome en promoveerde in 1965. Hij werd hoogleraar kerkgeschiedenis aan de Salesiaanse Universiteit, waar hij ook decaan en rector was. Van 1982 tot 1986 was hij secretaris van het Pauselijk Comité voor de Geschiedwetenschappen. Vanaf 1986 was hij ondersecretaris van de Pauselijke Raad voor de Cultuur. In 1997 volgde zijn benoeming tot prefect van de Vaticaanse Bibliotheek.
Op 15 november 2006 werd Farina benoemd tot titulair bisschop van Opitergium; zijn bisschopswijding vond plaats op 16 december 2006. Op 25 juni 2007 werd hij benoemd tot bibliothecaris van de Vaticaanse Bibliotheek en tot archivaris van het Vaticaans Geheim Archief; hij werd tevens benoemd tot titulair aartsbisschop van Opitergium.
Farina werd tijden het consistorie van 24 november 2007 kardinaal gecreëerd. Hij kreeg de rang van kardinaal-diaken. Zijn titeldiakonie werd de San Giovanni della Pigna. Hij nam deel aan het conclaaf van 2013.
Farina ging op 9 juni 2012 met emeritaat.
Op 26 juni 2013 werd Farina benoemd tot voorzitter van een door paus Franciscus ingestelde commissie die de opdracht kreeg een onderzoek in te stellen bij het in opspraak gekomen Instituut voor Religieuze Werken.
Op 24 september 2013 verloor Farina - in verband met het bereiken van de 80-jarige leeftijd - het recht om deel te nemen aan een toekomstig conclaaf.
Op 19 mei 2018 werd Farina bevorderd tot kardinaal-priester. Zijn titeldiakonie werd tevens zijn titelkerk pro hac vice.
- Bibliothèque nationale de France: cb12808526t (data)
- Catàleg d'autoritats de noms i títols de Catalunya: 981058530376506706
- Gemeinsame Normdatei: 138645833
- International Standard Name Identifier: 0000 0001 1946 2035
- Library of Congress Control Number: no2011083286
- Nationale Bibliotheek van Israël: 987007261050605171
- Nationale Bibliotheek van Polen: a0000001062663
- Nederlandse Thesaurus van Auteursnamen: 200425307
- Istituto Centrale per il Catalogo Unico: CFIV035367
- Système universitaire de documentation: 073338796
- Virtual International Authority File: 5058576